# Cantenna

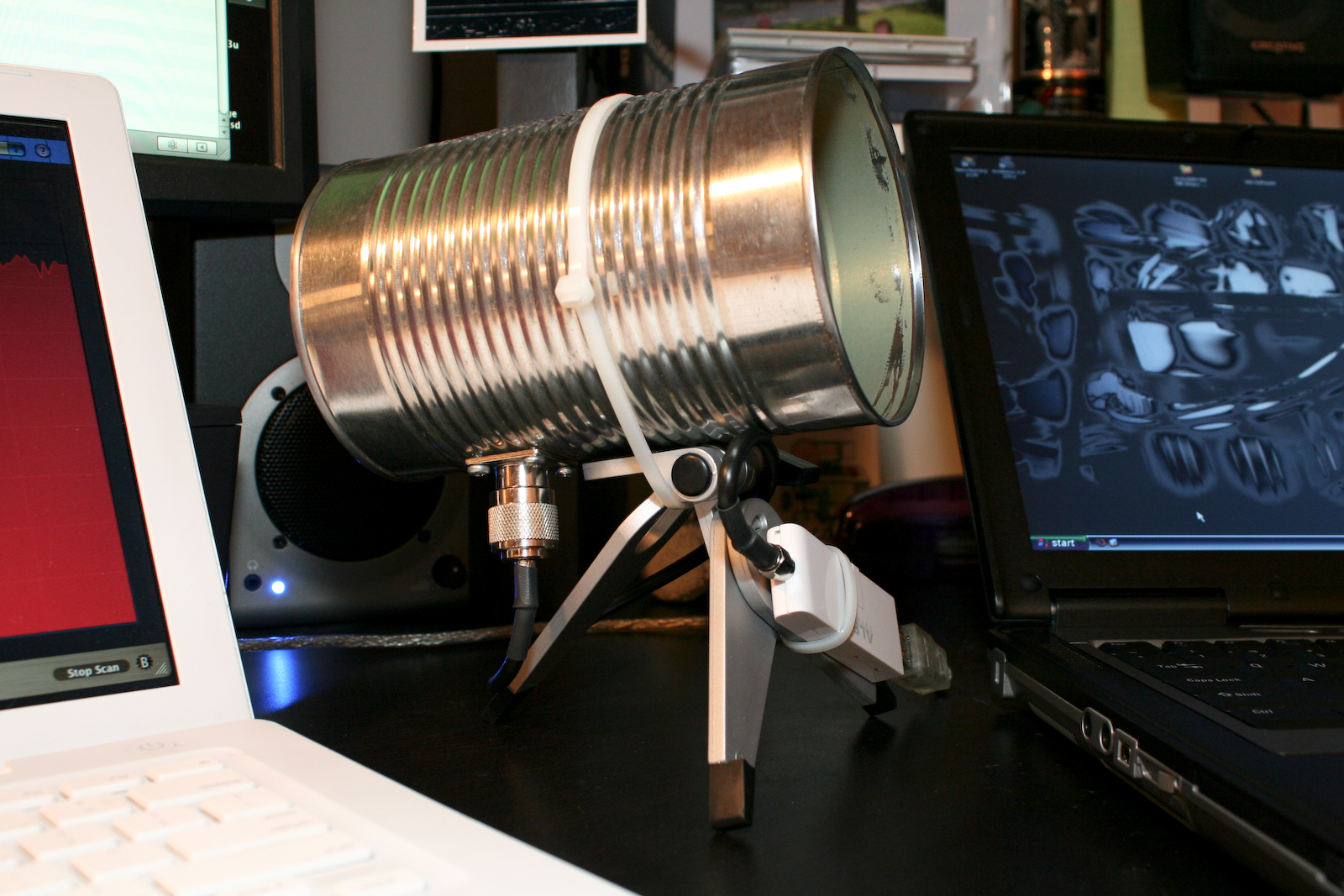
Cantenna

Cantenna é uma antena direccional de longo alcance destinada a uso em uma rede sem fios. O termo é um neologismo formado pela união das palavras inglesas can (lata) e antenna (antena).